# 卢云辉
卢云辉（1963年—），贵州贵阳人，汉族，中华人民共和国政治人物、第十二届全国人民代表大会贵州地区代表。
毕业于贵州师范大学思想政治教育专业。加入中国民主同盟。2013年，担任全国人大代表。